# Dalea compacta
Dalea compacta är en ärtväxtart som beskrevs av Spreng.. Dalea compacta ingår i släktet Dalea, och familjen ärtväxter. IUCN kategoriserar arten globalt som livskraftig.

## Underarter
Arten delas in i följande underarter:
- D. c. compacta
- D. c. pubescens